# Veľké Kršteňany
Veľké Kršteňany (prononciation slovaque : [ˈvɛʎkɛː ˈkr̩ʃcɛɲanɪ], allemand : Großkresten, hongrois : Nagykeresnye) est un village de Slovaquie situé dans la région de Trenčín.

## Histoire
La première mention écrite du village date de 1271.

## Géographie
Veľké Kršteňany se situe au nord-est de Partizánske.
| Skačany     |                 | Nitrica        |
|             | Veľké Kršteňany | Bystričany     |
| Partizánske |                 | Malé Kršteňany |

## Démographie

### Évolution de la population
| Année:               | 1994. | 2004.   | 2014.   | 2024.   |
| -------------------- | ----- | ------- | ------- | ------- |
| Nombre de personnes: | 595   | 621     | 607     | 574     |
| Différence:          |       | +4,36 % | -2,25 % | -5,43 % |

| Année:               | 2023. | 2024.   |
| -------------------- | ----- | ------- |
| Nombre de personnes: | 592   | 574     |
| Différence:          |       | -3,04 % |